# 布雷茲尼察-莫特魯鄉
44°34′N 23°13′E / 44.567°N 23.217°E
布雷茲尼察-莫特魯鄉（羅馬尼亞語：Comuna Breznița-Motru, Mehedinți），是羅馬尼亞的鄉份，位於該國西南部，由梅赫丁茨縣負責管轄，面積51平方公里，海拔高度293米，2007年人口1,689，人口密度每平方公里33人。